# Paracotos (paroisse civile)
Pour les articles homonymes, voir Paracotos.
Paracotos est l'une des sept paroisses civiles de la municipalité de Guaicaipuro dans l'État de Miranda au Venezuela. Sa capitale est Paracotos. En 2011, sa population s'élève à 14 449 habitants.

## Géographie

### Démographie
Hormis sa capitale Paracotos, la paroisse civile possède plusieurs localités :
- Los Lirios
- Magdalena
- Palo Negro
- Paracotos
- Parques del Sur
- Taica